# Tricyphona (Tricyphona) buetigeri
Tricyphona (Tricyphona) buetigeri is een tweevleugelige uit de familie Pediciidae. De soort komt voor in het Oriëntaals gebied.